# 15941 Stevegauthier
15941 Stevegauthier (1997 YX15) là một tiểu hành tinh vành đai chính được phát hiện ngày 29 tháng 12 năm 1997 bởi Spacewatch ở Kitt Peak.